# Macropora grandis
Macropora grandis is een mosdiertjessoort uit de familie van de Macroporidae. De wetenschappelijke naam van de soort is voor het eerst geldig gepubliceerd in 1873 door Hutton.